# Lacul Unterschleißheim
Lacul Unterschleißheim, în limba germană Unterschleißheimer See, este un lac realizat prin excavare de pietriș de apă dulce pe teritoriul orașului Unterschleißheim din Bavaria superioară (Germania), la aproximativ 18 de kilometri în nord de München. Proprietar este tot comuna Unterschleißheim. 

## Istoric
Între anii 1979 și 1983, a fost amenajat în cursul excavării de pietriș pentru construcția autostrăzii A 192 de la München la Deggendorf în zona ariei de protecție al cartierul Riedmoos lacul Unterschleißheim, un lac artificial astăzi foarte frecventat.
Zona de  recreere „Unterschleißheimer See“ (17,4 ha, plaje 6,5 ha) a fost achiziționat și extins de clubul zonei de recreere (Verein zur Sicherstellung überörtlicher Erholungsgebiete in den Landkreisen um München e.V.).

## Geografie și ecologie
Lacul este situat la marginea ariei protejate Dachauer Moos pe teritoriul cartierului Riedmoos din Unterschleißheim. 
Acest lac realizat prin excavare de pietriș este, cu o suprafață de aproape 8 ha (460 x150 m) și o adâncime maximă de 14 m, unul dintre cei mai mari de acest fel. Țărmul de sud-est (o treime al malului) și domeniul învecinat sunt o zonă de compensare ecologică pentru păsări care cuibăresc și un biotop umed.Apa lacului este oligotrofă ce înseamnă o încărcare cu conținut de nutrienți  foarte scăzut, mare vizibilitate în adâncime precum o producție scăzută de alge, fiind astfel extrem de limpede și curată (clasificarea apei în conformitate cu Directiva UE: excepțională). Această apă este izolată, fără fluxuri naturale de intrare sau ieșire, aprovizionată doar prin apele subterane. De acea, nici o populații de pești naturali trăiesc în ea, ei trebuit să fie plasați. Multe specii de pești se dezvoltă fără nici o problemă în lac, mai ales (anghilă, crap, lin, păstrăv curcubeu, păstrăv de lac, char (Savelinus), șalău și știucă.
Lacul nu este vizitat numai de localnici, ci de asemenea de locuitorii comunelor învecinate, (Fahrenzhausen, Garching bei München, Hebertshausen, Haimhausen, Oberschleißheim) și din capitală.

## Recreere și sport
Lacul este ușor accesibil cu trenul urban rapid (S-Bahn) S 1, München – Aeroportul Franz Josef Strauß stația Unterschleißheim (nu Lohhof), mai departe cu bicicleta luată cu sine sau pe jos (2 km), respectiv cu autobuzul 215 sau  cu mașina, (venind de afară  pe autostrada A 192) ieșirea Unterschleißheim. Locurile de parcat la lac nu sunt gratuite în sezon (1 mai-30septembrie). Următoarele posibilități pentru recreere și sport se oferă:
- Pentru drumeți sau bicicliști există un circuit cu ocolul ariei protejate de aproximativ 1,5 km (800 m pe malul lacului). Cu excepția biotopului în sud-est,  malul este complet accesibil. Mai departe se pot întreprinde excursii pe jos prin Dachauer Moos în nordul lacului (plante și animale rare).
- Zone de recreere cu plaje de nisip sau gazon, locuri pentru grătar, 2 terenuri de volei de plajă, tenis de masă
- Supravegheat în timpul sezonului de scăldat prin paza de coastă a districtului Crucii Roșii
- Piscină naturală gratuită în zona cu nisip, acolo mai ales pentru copii (zonă de adâncime mică la mal, plajă de înot separat pentru copii, teren de joacă în/cu nisip)
- Înot și scufundare
- Pescuit: permis pentru membrii ai clubului de pescari sau posibilitatea de cumpărat bilete pentru o zi sau unui abonament pentru un an la acest club (numai cu licență oficială de pescuit)[8]
- Un restaurante cu grădină de bere și chioșc (deschis peste tot anul)
- Toaletă publică în nord-vest
- Iarna posibilități pentru patinaj și curling pe lac, pentru că apa acestuia îngheață foarte repede

## Galerie de imagini

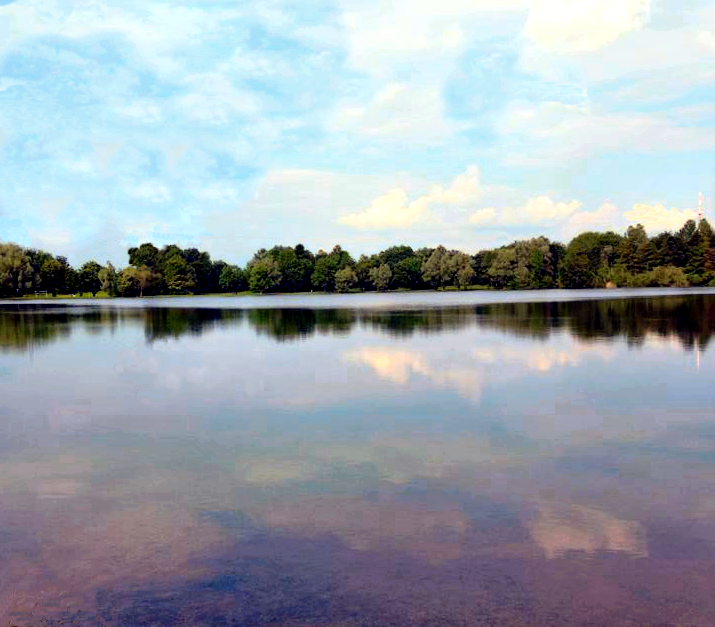
Lacul spre seară
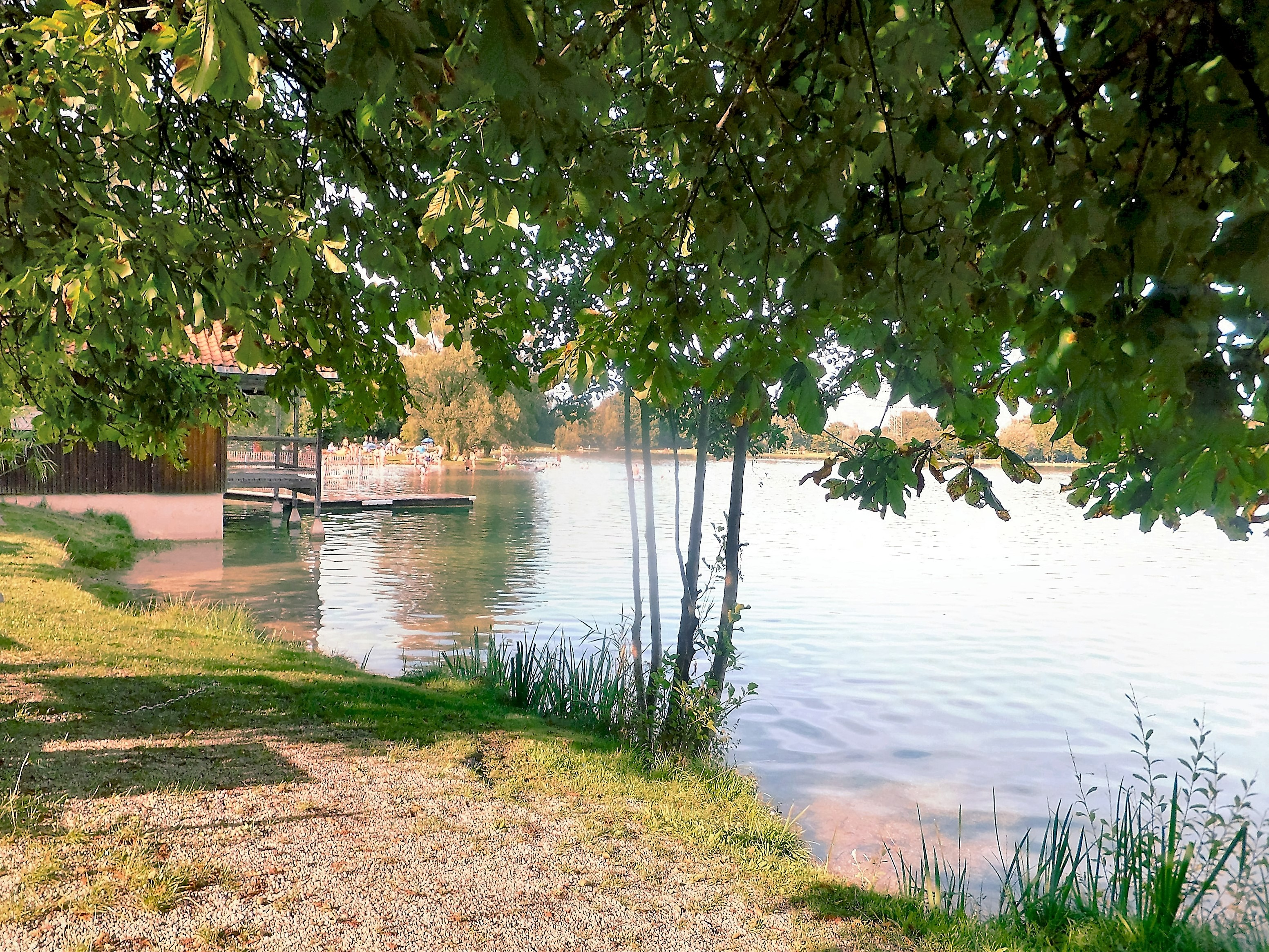
Stațiunea Crucii Roșii, plaja de nisip
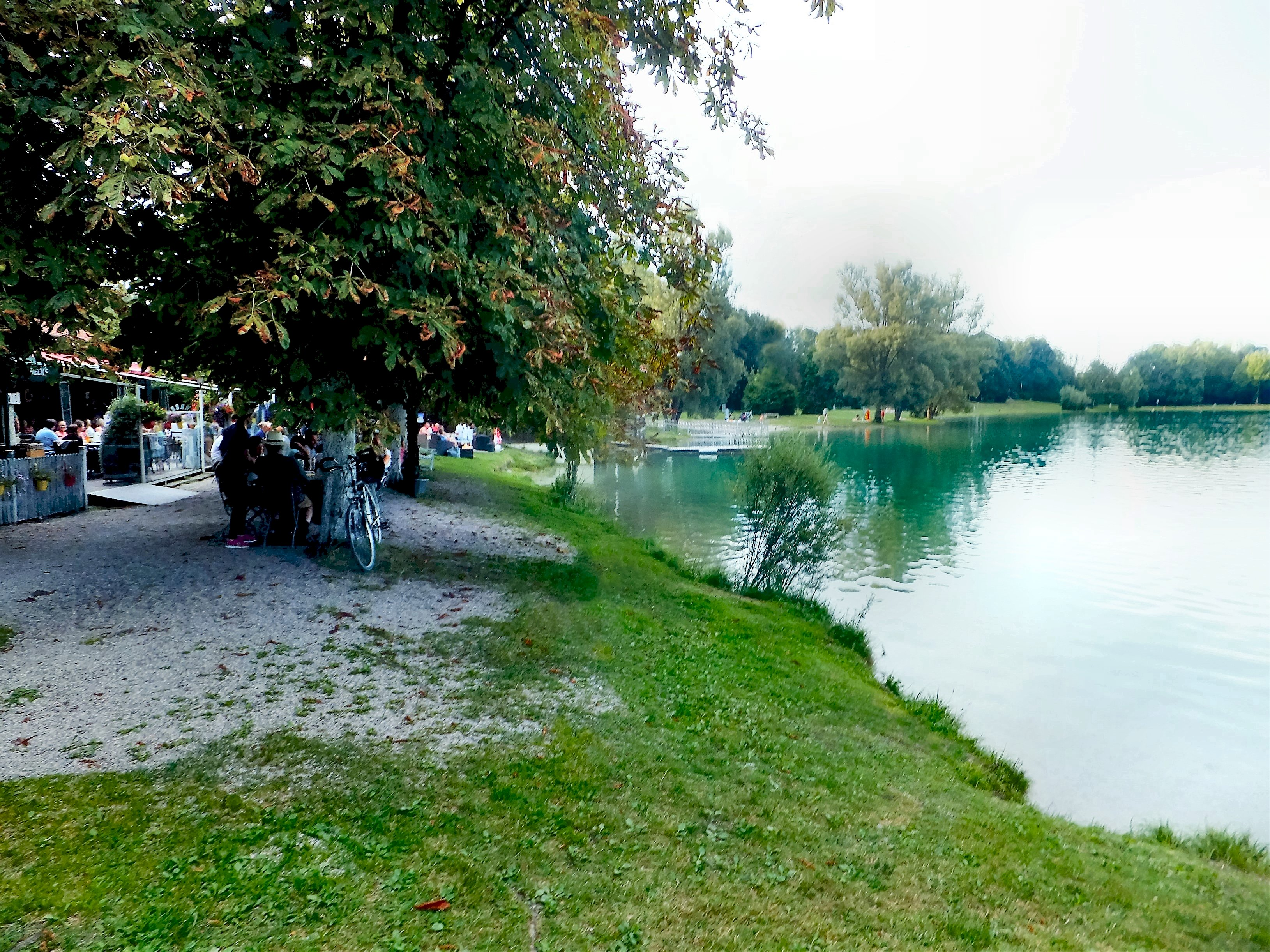
Restaurantul la lac
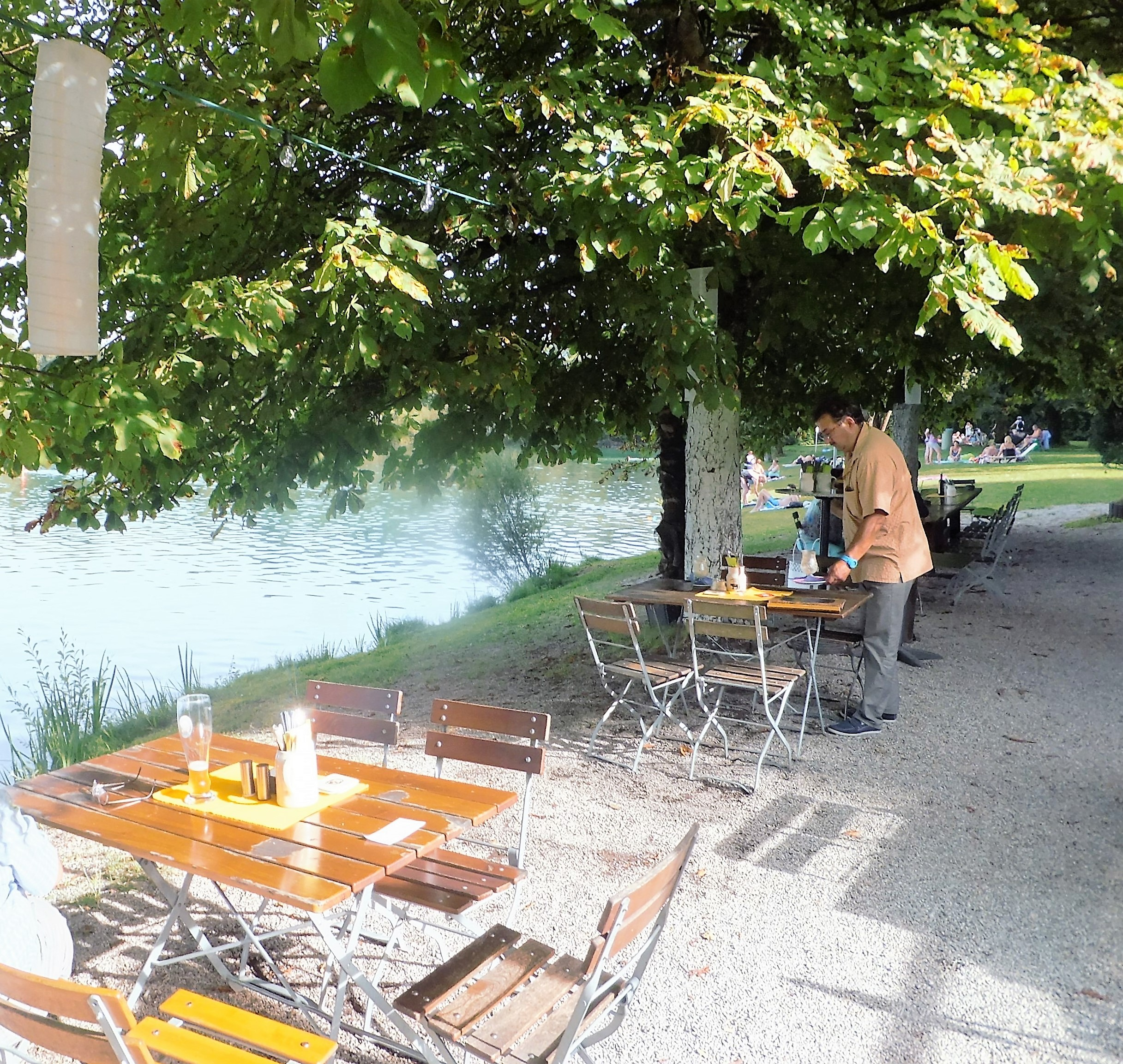
Grădina de bere
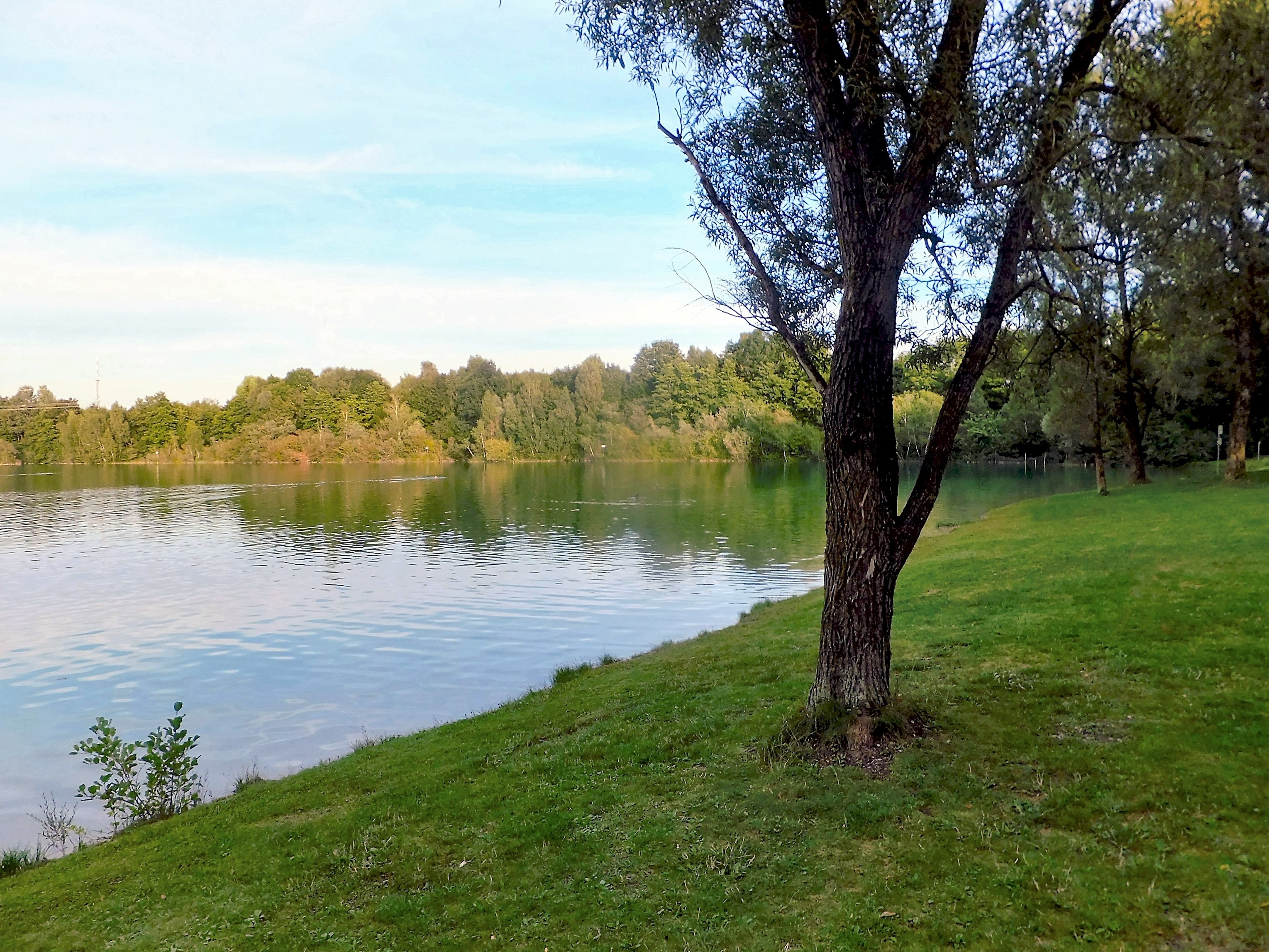
Plajă de gazon